# Eventide, Inc

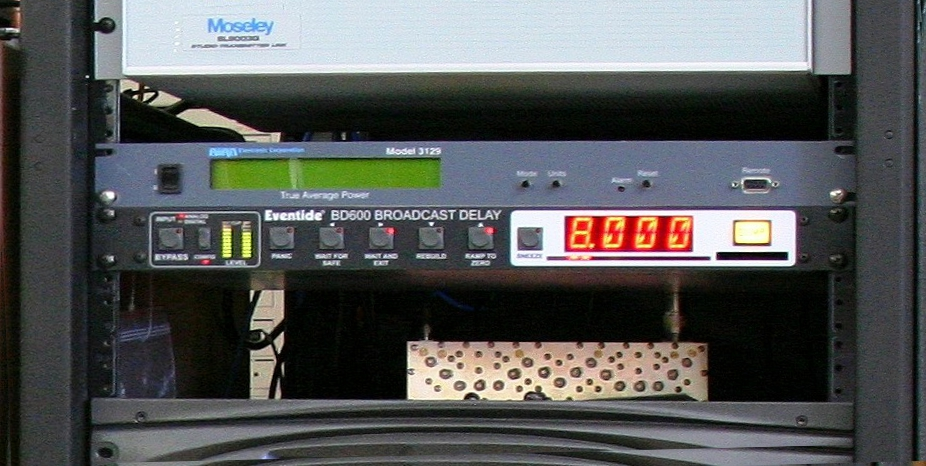
Evintide BD600 Broadcast Delay

Eventide, Inc. (também conhecida anteriormente como Eventide Clock Works Inc., ou hoje simplesmente como Eventide) é uma companhia de áudio, transmissões, comunicações e aviônica dos Estados Unidos cuja divisão de áudio produz processadores de áudio, software DSP e efeitos de guitarra. 
Eventide foi uma das primeiras companhias a produzir processadores de áudio digital e seus produtos são fundamentais em gravação e reprodução de som, pós-produção e estúdios de transmissão.

## References
1. ↑  «Astral Tweaks: Eventide Eclipse Multi-effects». Sound On Sound. Setembro de 2001